# MV Derbyshire
MV Derbyshire — английский нефтерудовоз, построенный в 1976 году на верфи Swan Hunter, как последний в серии из шести кораблей класса Bridge. Портом приписки был Ливерпуль, владельцем судна была Bibby Line.
MV Derbyshire затонул 9 сентября 1980 года во время тайфуна на юге Японии. Все 44 человека на борту погибли в результате катастрофы. Имея 91 655 регистровых тонн, «Дербишир» является крупнейшим британским судном, когда-либо потерянным в море.

## История
MV Derbyshire был спущен на воду в сентябре 1975 года и вступил в строй в июне 1976 года, как последний нефтерудовоз класса «Бридж», первоначально названный «Liverpool Bridge». Liverpool Bridge и English Bridge (позже Worcestershire и Kowloon Bridge соответственно) были построены для Bibby Line. Корабль строился в течение двух лет из его четырехлетнего срока службы. 
В 1978 году Liverpool Bridge был переименован в Derbyshire, четвертое судно, носившее название во флоте компании. 11 июля 1980 года, во время последнего рейса судна, Derbyshire покинул Сет-Иль, Квебек, Канада, пунктом назначения был Кавасаки, Япония. Корабль перевозил груз из 157,446 тонн железной руды.
9 сентября 1980 года MV Derbyshire попал в тайфун Orchid примерно в 230 милях от Окинавы, в результате чего корабль настолько быстро затонул, что никому из находившихся на борту не удалось спастись. Из-за быстроты затопления, MV Derbyshire не успел подать сигнал бедствия. Судно следовало совету о маршруте погоды от «Oceanways», коммерческой компании по маршрутизации погоды. Несколько лет предполагалось, что такое катастрофическое и мгновенное затопление было вызвано встречей с волной—убийцей.
Поиски Derbyshire начались 15 сентября 1980 года и были прекращены через шесть дней, когда не было обнаружено никаких следов судна, и оно было объявлено погибшим. Через шесть недель, одна из спасательных шлюпок Derbyshire был замечена японским танкером. 
После того, как в 1986 году у берегов Ирландии затонул однотипный с Derbyshire сухогруз MV Kowloon Bridge, буквально развалившийся из-за растрескивания палубы, обнаруженного после пересечения Атлантики, расследование гибели Derbyshire было возобновлено по требованию родственников моряков. При финансовой поддержке Союза моряков в 1994 году начались поиски.
В июне 1994 года обломки Derbyshire были обнаружены на глубине 4 км и разбросанными по дну на 1,3 км.  Дополнительная экспедиция в течение 40 дней фотографировала и осматривала обломки с помощью глубоководных аппаратов в поисках причины гибели судна. В конечном итоге было установлено, что волны, обрушивавшиеся на переднюю часть корабля, сорвали крышки небольших вентиляционных труб рядом с носом. В течение следующих двух дней морская вода проникла через открытые трубы в переднюю часть корабля, в результате чего нос медленно зарывался все ниже и ниже в воду. В конце концов, нос был полностью подвержен действию сильных волн, что привело к тому, что массивный люк первого грузового отсека прогнулся внутрь, позволив сотням тонн воды проникнуть туда за считанные секунды. Когда корабль начал тонуть, второй, затем третий люки также были сорваны, утащив корабль под воду. Когда судно затонуло, под давлением воды судно изогнулось и было разорвано на части.

## Память
При помощи глубоководного модуля «Magellan 725» на остове судна была закреплена бронзовая табличка с выгравированными именами моряков, их жен и надписью: «В наших мыслях, в наших сердцах, Вы останетесь навсегда, и на закате, и на рассвете мы будем помнить всю большую семью «Derbyshire».
21 сентября 1980 года судно Bibby Line Cambridgeshire провело панихиду по Derbyshire в районе, где судно было потеряно.
20-я годовщина гибели судна была отмечена поминальной службой в Ливерпуле, Англия, в которой принял участие вице-премьер Джон Прескотт, сам бывший моряк торгового флота. 
В 2010 году поминальная служба была проведена в порту приписки судна Ливерпуле в 30-летие потери Derbyshire. 
Постоянный мемориал был освящен 15 сентября 2018 года в саду церкви Девы Марии и Святого Николая в Ливерпуле.